# Salvo Fundarotto
Salvo Fundarotto (Palermo, 5 giugno 1955 – Palermo, 7 settembre 2011) è stato un fotoreporter italiano.

## Biografia
Si forma nel laboratorio fotografico di Letizia Battaglia. Negli anni '80 collabora come fotoreporter con il quotidiano palermitano L'Ora. Con la chiusura del giornale inizia a collaborare alla rivista dell'Assemblea regionale siciliana Cronache Parlamentari Siciliane. 
Poi si dedica solo alla fotografia d'autore.
Suoi lavori per Young & Rubicam, e poi per l'agenzia Grazia Neri .
Le sue opere sono quasi esclusivamente in bianco e nero.
Scompare a 56 anni nel 2011 .

## Opere
Ha pubblicato diversi libri fotografici:
- L'Orto botanico di Palermo, 1990, Palermo, Dharba
- Teatri di Sicilia, 1990, Palermo, Flaccovio
- Saluti da Palermo, (con testi di Antonio Maria Di Fresco e prefazione di Marcelle Padovani), Helix, 1993
- Ombre e luci di Palazzo dei Normanni, 2000, Palermo, ARS

## Mostre fotografiche
- 1984 - Good bye Mr. Lewis, Fondazione Teatro Massimo, Palermo
- 1992 - Fotografie, Arvis, Palermo
- 2005 - Sicilia, i segni dell'identità, Fondazione Federico II, Palermo
- 2006 - Cento anni di lavoro, Congresso Cgil Sicilia, Taormina
- 2007 - Palermo odio e Amore, Libreria Feltrinelli, Palermo
- 2008 - Sicilia, i segni dell'identità, Fondazione Federico II, Adrano
- 2009 - Salvo Fundarotto per Planeta, Libreria Feltrinelli, Palermo
- 2014 - Scrittori siciliani, Palazzo Ziino, Palermo (postuma)